# San Bonifacio
San Bonifacio (velenceiül San Bonifaso) település Olaszországban, Veneto régióban, Verona megyében. Lakosainak száma 21 418 fő (2023. január 1.). San Bonifacio Arcole, Belfiore, Gambellara, Lonigo, Monteforte d'Alpone és Soave községekkel határos.

## Népesség
A település népességének változása:
| Lakosok száma | 21 258 | 21 397 | 21 418 |
|               | 2017   | 2018   | 2023   |